# Marc I (papa)
Marc I va ser papa entre el 18 de gener de 336 i el 7 d'octubre de 336.
Es desconeix la data de naixement, d'acord amb el Liber Pontificalis era romà i fill de Prisc. Abans de ser bisbe de Roma, formava part del clergat romà, com a sacerdot o diaca. Probablement és el mateix Marc al que s'adreça, juntament amb el papa Melquíades, en la carta de convocatòria de l'emperador Constantí I d'una conferència de bisbes per tal d'investigar la disputa donatista.
Fou consagrat el 18 de gener de 336, d'acord amb el Catàleg Liberià, una data que es considera històrica, perquè la data de la seva mort va ser inclosa en una altra obra, el Depositio episcoporum o la Cronografia del 354. Va instituir el pal·li actualment en ús: teixit de llana blanca d'anyells beneïts, i amb creus negres. Fou el primer a realitzar un calendari de les festes religioses. Va fer construir dues basíliques: la de Sant Marc Evangelista al Campidoglio de Roma i la de Santa Balbina, fora de la muralla de Roma.
Una carta adreçada a Sant Atanasi d'Alexandria que se li havia atribuït és apòcrifa.
En morir, va ser soterrat a les catacumbes de Balbina. El 1048, les restes van ser traslladades a Velletri i, el 1145, a la basílica de San Marco Evangelista in Campidoglio, on avui són, sota l'altar major.
Venerat com a sant, la seva festivitat és el 7 d'octubre.

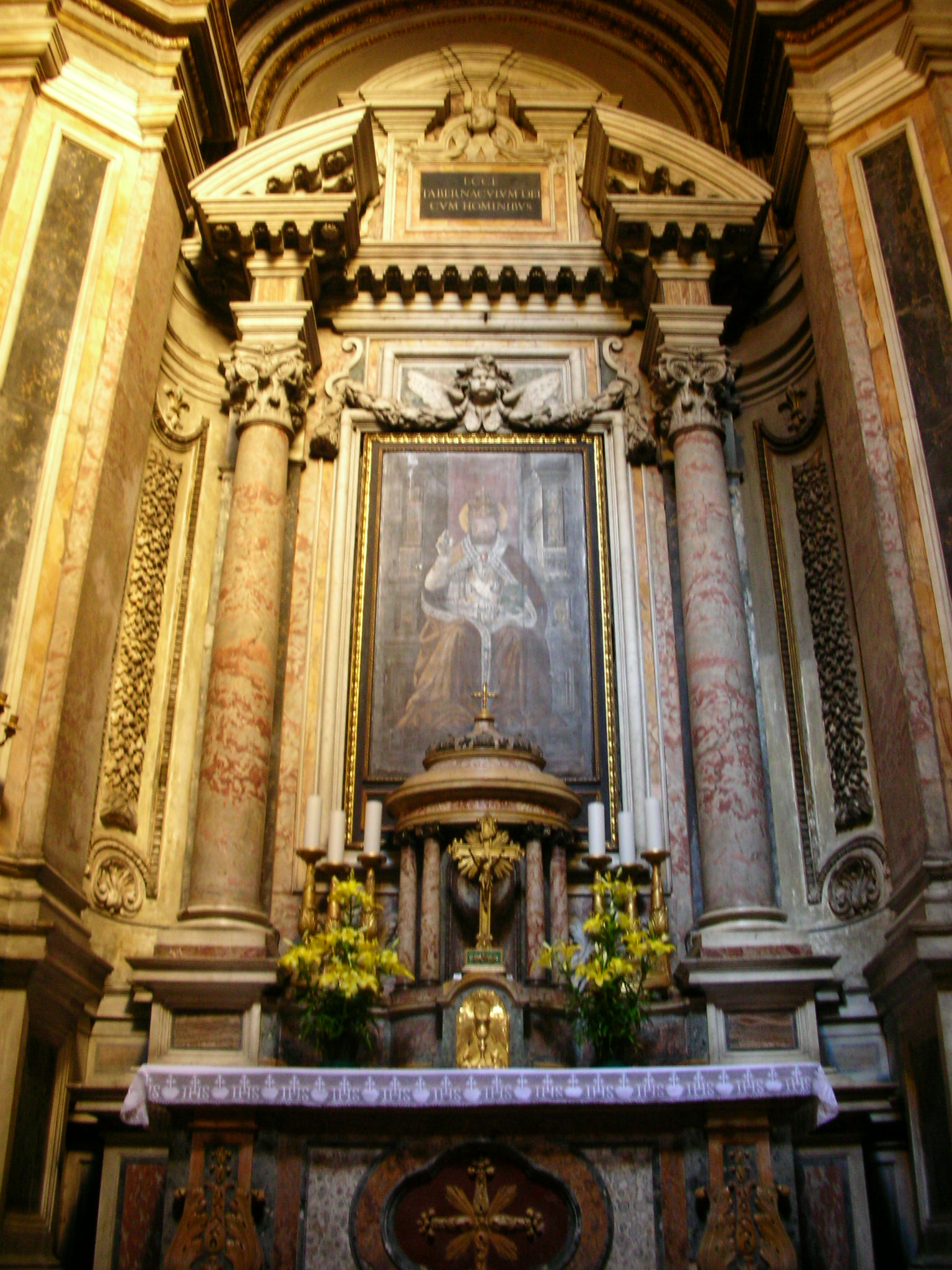
Altar de S. Marc papa, a S. Marco in Campidoglio de Roma.
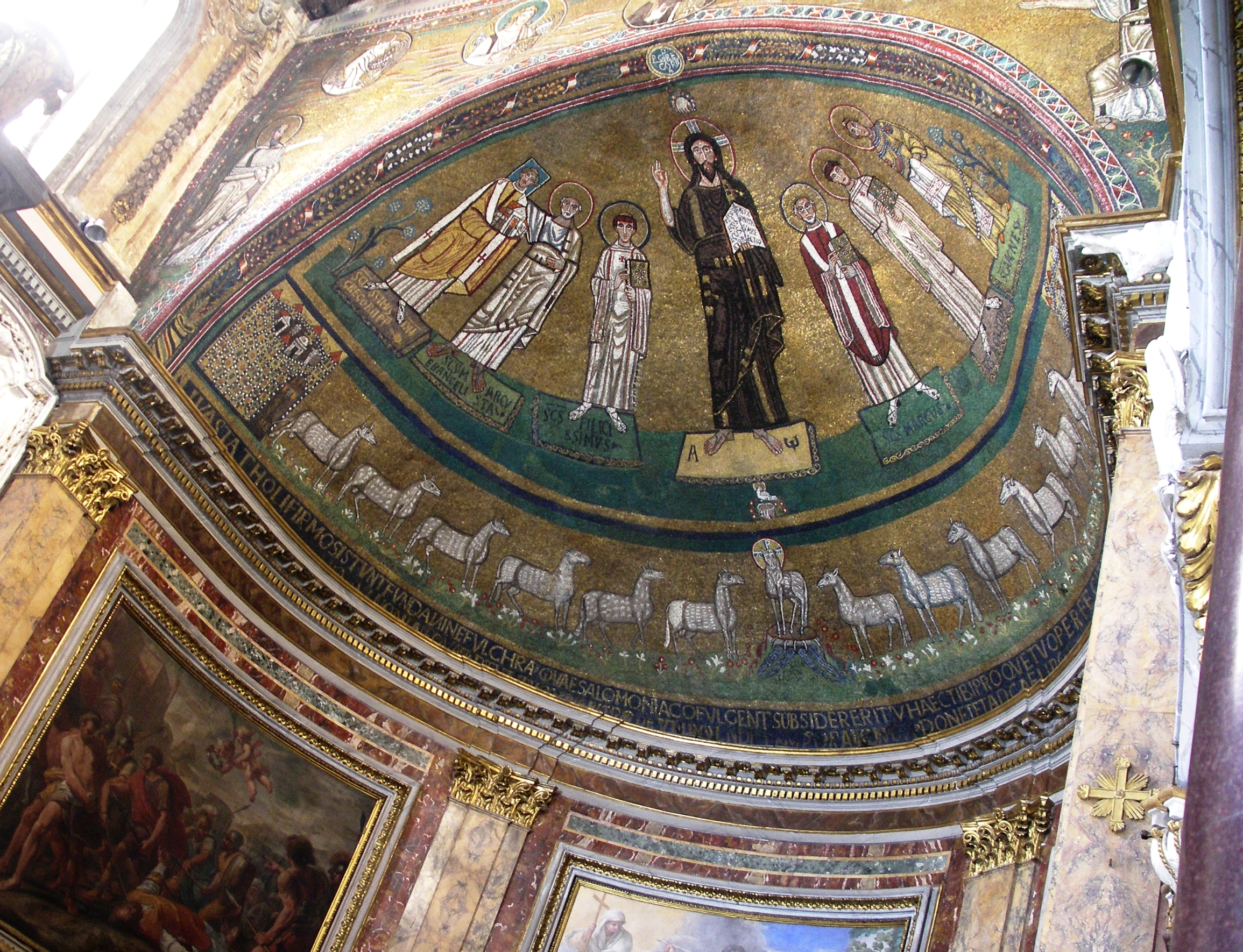
Absis de San Marco de Roma; a la dreta, vora Crist, el papa Marc I, amb aurèola